# Milton (Nou Hampshire)
Milton és una població dels Estats Units a l'estat de Nou Hampshire. Segons el cens del 2007 tenia 4.525 habitants.

## Demografia
Segons el cens del 2000, Milton tenia 3.910 habitants, 1.456 habitatges, i 1.084 famílies. La densitat de població era de 45,6 habitants per km².
Dels 1.456 habitatges en un 37% hi vivien nens de menys de 18 anys, en un 58,9% hi vivien parelles casades, en un 9,5% dones solteres, i en un 25,5% no eren unitats familiars. En el 18,7% dels habitatges hi vivien persones soles el 5,8% de les quals corresponia a persones de 65 anys o més que vivien soles. El nombre mitjà de persones vivint en cada habitatge era de 2,69 i el nombre mitjà de persones que vivien en cada família era de 3,03.
Per edats la població es repartia de la següent manera: un 27% tenia menys de 18 anys, un 6,6% entre 18 i 24, un 31,7% entre 25 i 44, un 24,5% de 45 a 60 i un 10,2% 65 anys o més.
L'edat mediana era de 37 anys. Per cada 100 dones de 18 o més anys hi havia 99,5 homes.
La renda mediana per habitatge era de 44.194$ i la renda mediana per família de 48.033$. Els homes tenien una renda mediana de 31.776$ mentre que les dones 26.134$. La renda per capita de la població era de 18.092$. Entorn del 6,1% de les famílies i el 7,9% de la població estaven per davall del llindar de pobresa.